# Camille Depuiset
Camille Depuiset (Dijon, 19 oktober 1998) is een Frans handbalster die speelt als doelvrouw en uitkomt voor Metz Handbal.

## Biografie

### Clubcarrière
Depuiset begon haar profcarrière bij Toulon Saint-Cyr Var Handbal. Ze werd in 2018 door de EHF opgenomen op een lijst van grootste handbaltalenten. In 2019 maakte Depuiset de overstap naar Bourg-de-Péage Handbal. Na drie jaar verhuisde ze naar Metz Handbal. Met deze handbalclub werd ze in 2023 en 2024 landskampioen van Frankrijk en de Franse beker in 2023 en 2024. 

### Interlandcarrière
In 2017 nam Depuiset met het Franse handbalteam junioren deel aan het EK -19. Ze wist hier met haar land Europees kampioen te worden op het eindtoernooi. Met het Franse handbalteam nam ze in 202 deel aan het EK 2022 waar ze met haar land op de vierde plaats nadat in de troostfinale werd verloren van Montenegro. Depuiset kwam slechts een wedstrijd in actie op het EK 2022. Een jaar later werd Depuiset met de Franse handbalteam wereldkampioen op het WK 2023.

## Onderscheidingen
- - Frans kampioen 2× (2022/23 en 2023/24)
- - EK -17 (2017)
- - WK 2023